# Christian Friedrich Scherenberg
Christian Friedrich Scherenberg, född den 5 maj 1798 i Stettin, död den 9 september 1881 på asylen Zehlendorf nära Berlin, var en tysk skald, farbror till Ernst Scherenberg. 
Han började studera vid gymnasiet i sin hemstad, men rymde 15 år gammal hemifrån och blev skådespelare först i Berlin, där P.A. Wolff tog sig an honom, därefter i Magdeburg. Senare blev han privatsekreterare och handelsmedhjälpare, fördes in på vilda spekulationer, gjorde slut på sitt arv och kom så 1837 tillbaka till Berlin. Där blev han en framträdande medlem av den litterära föreningen Der Tunnel. Fredrik Vilhelm IV skaffade honom 1855 anställning som bibliotekarie i krigsministeriet. Han utvecklade nu en talang som lyriker, utgav Vermischte Gedichte (1845), men väckte särskilt uppmärksamhet med sina episka bataljmålningar, som är ojämna i formellt avseende, men präglade av ett oblandat sinne för verkligheten. De innehåller kraftfulla episoder, som gör intryck ännu efter ett och ett halvt sekel. Men Scherenberg vann aldrig säkert herravälde över det språkliga uttrycket, något som har minskat hans poetiska betydelse. Bland hans bataljmålningar kan nämnas Waterloo (1849), Ligny (1849), Leuthen (1852) och Abukir (1854).